# Pogostemon andersonii
Pogostemon andersonii là một loài thực vật có hoa trong họ Hoa môi. Loài này được (Prain) Panigrahi miêu tả khoa học đầu tiên năm 1976.